# Pîleava, Stara Sîneava
Pîleava (în ucraineană Пилява) este localitatea de reședință a comunei Pîleava din raionul Stara Sîneava, regiunea Hmelnîțkîi, Ucraina.

## Demografie
Componența lingvistică a localității Pîleava
     Ucraineană (99,7%)
     Alte limbi (0,3%)
Conform recensământului din 2001, majoritatea populației localității Pîleava era vorbitoare de ucraineană (99,7%), existând în minoritate și vorbitori de alte limbi.